# Hiva-Oa
Pour l'île, voir Hiva Oa.
Hiva-Oa est une commune de la Polynésie française dans l'archipel des Marquises. Le chef-lieu de cette dernière est Atuona.

## Géographie
La commune de Hiva-Oa est composée de l'île de Hiva Oa et des îles inhabitées de Moho Tani et Fatu Huku.
Elle comprend les communes associées de Atuona (1 934 hab) et Puamau (309 hab).

### Climat
| Mois                                        | jan.          | fév.          | mars          | avril         | mai           | juin          | jui.          | août         | sep.          | oct.          | nov.         | déc.         | année      |
| ------------------------------------------- | ------------- | ------------- | ------------- | ------------- | ------------- | ------------- | ------------- | ------------ | ------------- | ------------- | ------------ | ------------ | ---------- |
| Température minimale moyenne (°C)           | 23,2          | 23,5          | 23,8          | 23,9          | 23,5          | 23,1          | 22,6          | 22,5         | 22,6          | 22,6          | 22,8         | 23,1         | 23,1       |
| Température moyenne (°C)                    | 27,1          | 27,4          | 27,6          | 27,4          | 27            | 26,3          | 25,8          | 25,7         | 26,1          | 26,4          | 26,8         | 27,1         | 26,7       |
| Température maximale moyenne (°C)           | 31            | 31,3          | 31,4          | 31            | 30,5          | 29,5          | 29            | 29           | 29,5          | 30,2          | 30,8         | 31,1         | 30,4       |
| Record de froid (°C) date du record         | 19,2 25.1957  | 18,3 07.1950  | 19,9 01.1957  | 19,8 25.1944  | 19,2 29.1950  | 18,5 18.1944  | 17,7 15.1958  | 16,8 16.1955 | 18 23.1957    | 18 01.1950    | 18,6 20.1955 | 17,5 08.1955 | 16,8 1955  |
| Record de chaleur (°C) date du record       | 35,3 04.1941  | 35 10.2012    | 35 09.1966    | 35 27.1941    | 34,7 07.2013  | 33,8 23.1954  | 33 06.1941    | 32,6 22.1987 | 34,2 27.1976  | 34,7 15.1987  | 35 21.1982   | 36,1 15.1972 | 36,1 1972  |
| Ensoleillement (h)                          | 211,1         | 200,3         | 201,7         | 193,6         | 199,8         | 179,5         | 172,5         | 185,4        | 195,5         | 218,7         | 212,2        | 229,2        | 2 399,3    |
| Précipitations (mm)                         | 170           | 163,2         | 196,7         | 191,3         | 167,6         | 156,3         | 162,4         | 138,1        | 79            | 91,9          | 94,7         | 88,2         | 1 699,4    |
| Record de pluie en 24 h (mm) date du record | 244,3 22.1983 | 205,4 28.1983 | 158,9 16.2017 | 120,4 06.1986 | 179,8 04.1997 | 206,7 21.1992 | 151,8 02.1991 | 98,7 21.1981 | 214,4 05.2012 | 180,3 27.1975 | 112 17.1983  | 124 07.1957  | 244,3 1983 |
| Nombre de jours avec précipitations         | 13,7          | 14            | 16            | 15            | 14,9          | 15,4          | 17,1          | 15           | 11,9          | 11,9          | 11,6         | 10,5         | 166,9      |
| Nombre de jours d'orage                     | 0,9           | 1,6           | 2             | 1,3           | 0,3           | 0,1           | 0,1           | 0,1          | 0             | 0,1           | 0,3          | 0,4          | 7,2        |

| Diagramme climatique                                  |               |               |             |               |               |             |             |            |              |              |              |
| J                                                     | F             | M             | A           | M             | J             | J           | A           | S          | O            | N            | D            |
| 3123,2170                                             | 31,323,5163,2 | 31,423,8196,7 | 3123,9191,3 | 30,523,5167,6 | 29,523,1156,3 | 2922,6162,4 | 2922,5138,1 | 29,522,679 | 30,222,691,9 | 30,822,894,7 | 31,123,188,2 |
| Moyennes : • Temp. maxi et mini °C • Précipitation mm |               |               |             |               |               |             |             |            |              |              |              |

## Histoire
Paul Gauguin, peintre, s'installe en 1901 à Atuona dans sa Maison du Jouir, construite sur le terrain acheté à la Mission catholique. Il y décède en 1903 et est enterré au cimetière communal.
En 1978, Jacques Brel, chanteur, compositeur, acteur belge francophone est enterré dans la commune, au cimetière d'Atuona. Sa tombe est située près de celle de Gauguin.

## Politique et administration

### Liste des maires
| Période                                  | Période  | Identité                         | Étiquette                                                                | Qualité                                          |
| ---------------------------------------- | -------- | -------------------------------- | ------------------------------------------------------------------------ | ------------------------------------------------ |
| Les données manquantes sont à compléter. |          |                                  |                                                                          |                                                  |
| 1972                                     | 2008     | Guy Rauzy                        | E'a Api puis Tahoeraa huiraatira (Union marquisienne) puis To Tatou Ai'a | Membre de l'Assemblée territoriale (1967 → 1996) |
| 2008                                     | 2020     | Teiiheiataata Étienne Tehaamoana | Tahoeraa huiraatira                                                      |                                                  |
| 2020                                     | En cours | Joëlle Frébault                  | Tapura Huiraatira                                                        |                                                  |

## Population et société

### Démographie
L'évolution du nombre d'habitants est connue à travers les recensements de la population effectués dans la commune depuis 1971. À partir de 2006, les populations légales des communes sont publiées annuellement par l'Insee, mais la loi relative à la démocratie de proximité du 27 février 2002 a, dans ses articles consacrés au recensement de la population, instauré des recensements de la population tous les cinq ans en Nouvelle-Calédonie, en Polynésie française, à Mayotte et dans les îles Wallis-et-Futuna, ce qui n’était pas le cas auparavant. Pour la commune, le premier recensement exhaustif entrant dans le cadre du nouveau dispositif a été réalisé en 2002, les précédents recensements ont eu lieu en 1996, 1988, 1983, 1977 et 1971.
En 2017, la commune comptait 2 243 habitants, en augmentation de 2,42 % par rapport à 2012.
| 1971  | 1977  | 1983  | 1988  | 1996  | 2002  | 2007  | 2012  | 2017  |
| ----- | ----- | ----- | ----- | ----- | ----- | ----- | ----- | ----- |
| 1 115 | 1 159 | 1 522 | 1 671 | 1 837 | 1 991 | 1 986 | 2 190 | 2 243 |

| 2022  | - | - | - | - | - | - | - | - |
| ----- | - | - | - | - | - | - | - | - |
| 2 371 | - | - | - | - | - | - | - | - |

### Services publics
Enseignement public
- L'enseignement primaire est assuré au Centre Scolaire Primaire d'Atuona, à Hanapaaoa, Taʻa ʻOa, et Puamau.
- Le Collège lycée d'Atuona accueille les élèves des îles du groupe méridional de l'archipel des Iles Marquises au sein de son internat. La section lycée pro prépare au baccalauréat en Gestion/administration.

Enseignement privé
- École et collège Sainte-Anne.

## Culture locale et patrimoine

### Lieux et monuments
- Église de l'Immaculée-Conception d'Atuona.
- Église du Sacré-Cœur de Puamau.
- Église Notre-Dame-du-Sacré-Cœur de Taaoa.

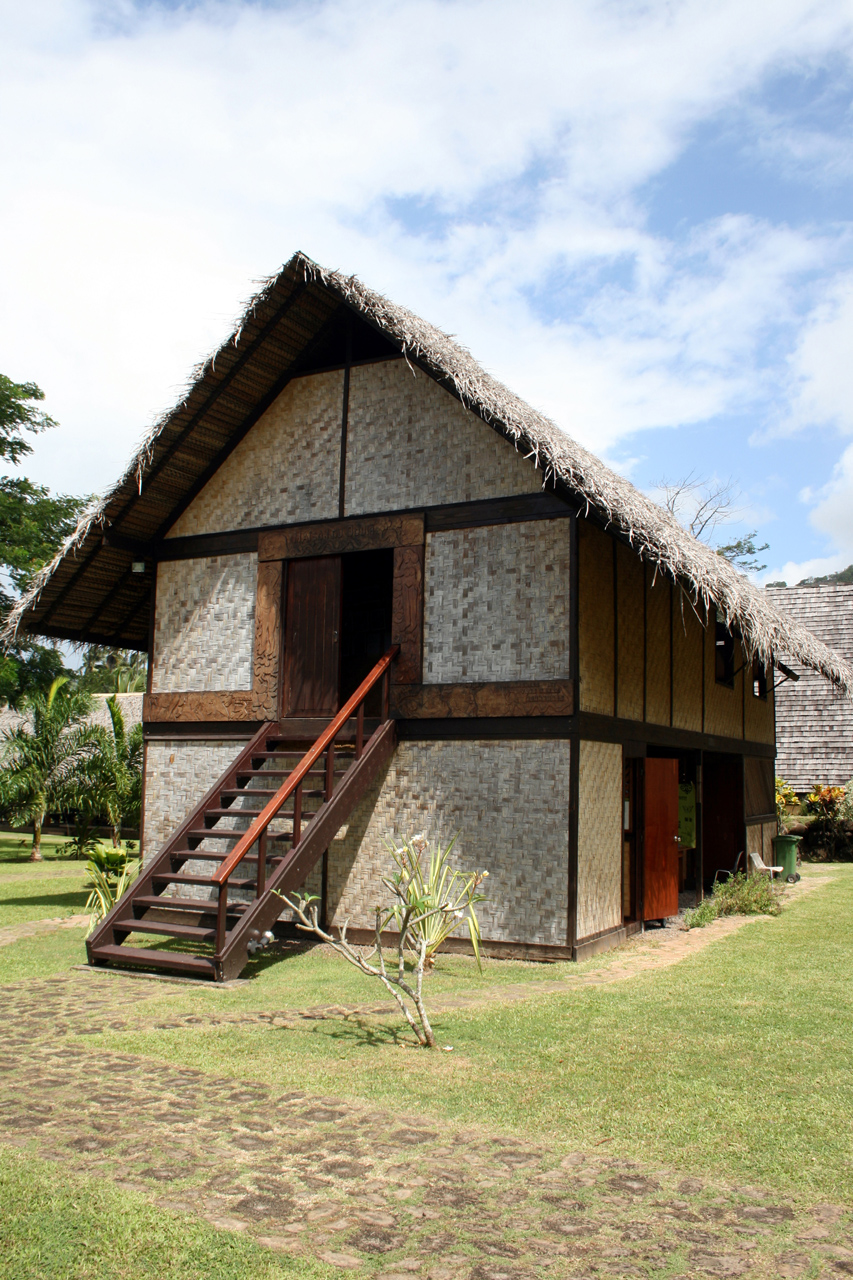
La « Maison du Jouir » de Paul Gauguin.

À Atuona se trouve le Centre culturel Paul-Gauguin, inauguré en 2003 à l'occasion du centenaire du décès de l'artiste. Restauré et rénové dix ans après, ce centre propose aux visiteurs plus de 120 copies du peintre (les originaux sont introuvables en Polynésie française), mises en valeur par l'installation chronologique et l'introduction des textes explicatifs et des anecdotes. Le tout est réalisé dans le cadre du bénévolat par le couple Farina. La Maison du Jouir, reconstruite sur l'emplacement d'origine, a été également réanimée (coin d'atelier du peintre, son lit, son arbre généalogique...)
Le centre Jacques-Brel se trouve juste à côté. Outre le célèbre Jojo (avion de Brel), on y trouve la documentation qui retrace la vie et la carrière de l'artiste.

### Personnalités liées à la commune
- Le peintre Paul Gauguin et le chanteur Jacques Brel ont vécu à la fin de leur vie à Atuona.